# Estación de Quintanilla de Arriba
Quintanilla de Arriba fue una estación de ferrocarril situada en el municipio español de Quintanilla de Arriba, en la provincia de Valladolid. Las instalaciones formaban parte de la línea Valladolid-Ariza y estuvieron en servicio entre 1895 y 1994.

## Historia
Tras varios años de obras, la línea Valladolid-Ariza fue abierta al tráfico en 1895. Los trabajos de construcción corrieron a cargo de la compañía MZA, que en el municipio de Quintanilla de Arriba levantó una estación de 4.ª clase. Además de un edificio de viajeros, el complejo ferroviario disponía de un muelle de mercancías y varias vías de servicio.
En 1941, con la nacionalización del ferrocarril de ancho ibérico, las instalaciones pasaron a manos de RENFE. En 1969 la estación fue reclasificada como apeadero-cargadero y algún tiempo después, en 1975, sería rebajada a la categoría de apeadero sin personal. En enero de 1985 las instalaciones, al igual que el resto de la línea, fueron cerradas al tráfico de pasajeros. El trazado todavía se mantuvo abierto a la circulación de trenes de mercancías hasta su clausura en 1994.
En la actualidad las instalaciones se encuentran fuera de servicio, aunque se mantienen bien conservadas.